# Томас Амлонґ
Томас Амлонґ (англ. Thomas Amlong, 15 червня 1935 — 26 січня 2009) — американський академічний веслувальник.
Олімпійський чемпіон 1964 року в складі вісімки.